# جان اف هنسی
 جان اف هنسی (انگلیسی: John F. Hennessey؛ زاده ۲۷ اکتبر ۱۹۰۰ درگذشته ) یک تنیس‌باز اهل ایالات متحده آمریکا بود.